# Zbrodnia w Płutowie
Zbrodnia w Płutowie – seria zbiorowych egzekucji przeprowadzonych przez członków niemieckiego Selbstschutzu w leśnym parowie w pobliżu wsi Płutowo w okolicach Chełmna. Ocenia się, że jesienią 1939 r. zamordowano tam ponad 200 mieszkańców ziemi chełmińskiej.

## Powstanie obozuSelbstschutzuw Płutowie
Chełmno zostało zajęte przez oddziały Wehrmachtu 6 września 1939 r. W mieście i jego okolicach natychmiast uaktywnili się członkowie miejscowego Selbstschutzu – paramilitarnej formacji złożonej z przedstawicieli niemieckiej mniejszości narodowej, zamieszkującej przedwojenne terytorium Rzeczypospolitej. Niezwłocznie rozpoczęły się aresztowania Polaków, których ofiarą padli przede wszystkim przedstawiciele lokalnych elit politycznych, gospodarczych i intelektualnych, ale również osoby do których członkowie Selbstschutzu żywili po prostu osobiste urazy bądź pretensje.
Selbstschutzmani z ziemi chełmińskiej podlegali organizacyjnie II Inspektoratowi Selbstschutzu, który obejmował zasięgiem swego działania powiaty:  chełmiński, lipnowski, toruński i wąbrzeski. Siedziba inspektoratu znajdowała się w Płutowie, w dawnym dworze niemieckiego rodu Alvensleben, którego potomek – Ludolf-Hermann von Alvensleben – stał na czele pomorskiego Selbstschutzu. Szefem II Inspektoratu był zresztą inny członek rodu – Jacob Ludolf von Alvensleben.
W pałacu, a w zasadzie w jego piwnicach, Niemcy utworzyli w październiku 1939 r. prowizoryczny obóz koncentracyjny dla mieszkańców ziemi chełmińskiej. Więziono tam Polaków przywiezionych z tymczasowych aresztów w Chełmnie, jak również mieszkańców okolicznych miejscowości – głównie Płutowa, Unisławia, Borówna, Kiełpia i Gzina. Wśród uwięzionych znajdowali się księża katoliccy, rolnicy, członkowie Polskiego Związku Zachodniego. W obozie znajdowało się średnio około 100 więźniów.
Uwięzionych w Płutowie Polaków przetrzymywano w bardzo ciężkich warunkach. Aresztowanych głodzono, szykanowano i zmuszano do wyczerpującej pracy. Bicia i tortur ze strony członków Selbstschutzu doświadczył m.in. ksiądz Kajetan Kaszewski, wikary w Unisławiu, którego w listopadzie 1939 r. zakatowano pałkami w piwnicach dworu.

## Egzekucje w parowie płutowskim
Większość więźniów Płutowa przeznaczona była do fizycznej likwidacji. Na miejsce kaźni Selbstschutzmani wybrali pobliski leśny parów, usytuowany wzdłuż drogi wiodącej do Szymborna. W październiku i listopadzie 1939 r. doszło tam do serii egzekucji, których ofiarą padło około 230 przetrzymywanych w obozie Polaków. Wśród zabitych znaleźli się nauczyciele i kierownik szkoły z Unisławia oraz rolnicy z Borówna.
Parów płutowski był trzecim, po Klamrach i Małym Czystym, największym miejscem kaźni ludności polskiej z Chełmna i okolic w 1939 r.
W drugiej połowie 1944 r., w związku ze zbliżaniem się Armii Czerwonej, Niemcy przystąpili do zacierania śladów zbrodni. Zwłoki pomordowanych zostały wykopane i spalone we wsi Małe Czyste. Przez przeoczenie naziści nie zdołali odnaleźć jednego z grobów, z którego władze polskie ekshumowały w 1945 r. osiemnaście zwłok.
Po wojnie na miejscu straceń postawiono pomnik ku czci ofiar.